# Safranapfel
Safranapfel sinónimo: Saffer es el nombre de una variedad cultivar de manzano (Malus domestica). 
Una variedad de manzana cultivada, que pertenece al grupo de manzanas alemanas antiguas de la herencia 1863, que tiene su origen probablemente en la región de Vogtland en los Montes Metálicos Occidentales, que son parte del Parque natural de los Montes Metálicos/Vogtland. Esta variedad fue la elegida por el grupo estatal de Sajonia de la asociación de pomólogos de Alemania, como la variedad de huerto del año 2017 en el estado federado de Sajonia.

## Sinonimia
- "Safran-Reinette",
- "Saffer".

La variedad de manzana 'Safranapfel' no debe de confundirse ni con 'Safran-Pepping' ni con 'Safran-Kitayka', dos variedades de manzanas conseguidas por el obtentor ruso W. Mitschurin (1855-1935).

## Historia
'Safranapfel' es una variedad regional de manzana alemana antigua de la herencia, que se originó como una plántula al azar, posiblemente en algún momento antes 1700 en la región de Vogtland en los Montes Metálicos Occidentales, en el estado federado de Sajonia (Alemania).
Los primeros registros conocidos del cultivo del 'Safranapfel' se refieren a Waldkirchen im Vogtland donde está documentada para el siglo XVIII. Una primera descripción de esta variedad sólo la dio el pastor y
pomólogo J. L. Christ aus Kronberg (1739-1813).
Hacia 1800 las crónicas relataban que la variedad de manzana 'Safranapfel' se exponía junto a la variedad de manzana 'Edelborsdorfer' como una de las mercancías valoradas en la Feria de Otoño de Leipzig. Poco más tarde el pomólogo y funcionario sajón Gustav von Flotow (1789-1864) recomienda a esta variedad de manzana para el cultivo y escribió para el «"Illustrierte Handbuch der Obstkunde"» (Manual ilustrado de la ciencia de la fruta), el más extenso trabajo de variedades de frutas en alemán del siglo XIX, una descripción detallada de la especie. En estos años se extendió su cultivo por Austria, y por los Estados bálticos.
En el siglo XX, esta variedad perdió importancia tanto en los países foráneos como también en Sajonia. Actualmente solo ocasionalmente se encuentran aún viejos árboles en Vogtland en los Montes Metálicos Occidentales. Esta variedad fue la elegida por el grupo estatal de Sajonia de la asociación de pomólogos de Alemania, como la «"Obstsorte des Jahres 2017, Sachsen"» (variedad de huerto del año 2017) en el estado federado de Sajonia. A raíz de este galardón, los pomólogos en cooperación con los viveros de árboles regionales, comenzaron a propagar la variedad a partir de vástagos de los árboles viejos y a difundirla nuevamente.

## Características
'Safranapfel,' árbol de crecimiento medio con copa ancha y densa, pueden envejecer mucho y formar grandes copas esféricas. Los árboles son bastante robustos y resistentes, no exige nada especial del suelo y puede envejecer mucho. La variedad es extraordinariamente resistente a las heladas, y por esta razón, ha demostrado su eficacia en los lugares difíciles de los Montes Metálicos y Vogtland. El rendimiento varía mucho de un año a otro debido a la vecería. Tiene un tiempo de floración que comienza a partir del 6 de mayo con el 10% de floración, para el 11 de mayo tiene una floración completa (80%), y para el 18 de mayo tiene un 90% caída de pétalos.
'Safranapfel' tiene una talla de fruto de mediano a grande; forma del fruto variable, en su mayoría esférica aplanada de unos 60-70 mm de alto
y frutos de vientre medio de 75-85 mm de ancho, y con corona débil a media; Archivado el 3 de marzo de 2022 en Wayback Machine. epidermis cuya piel es semi rugosa, mate (la superficie nudosa y picada es típica de la manzana), con un color de fondo amarillo azafrán, que muestra sobre color ocasionalmente un delicado lavado rojo y rayado en el lado soleado, que está marcado con manchas y algunas pequeñas lenticelas, de ruginoso-"russeting", ruginoso-"russeting" (pardeamiento áspero superficial que presentan algunas variedades) débil-medio; cáliz con ojo de tamaño medio, y abierto o cerrado, colocado en una cuenca poco profunda arrugada y algunas veces rasgada; pedúnculo de longitud mediano a largo y medianamente robusto, colocado en una cavidad profunda y estrecha que está rodeada por una mancha de ruginoso-"russeting"; pulpa es blanco amarillenta con venas verdosas, finas, textura inicialmente firme, luego desmenuzables y jugosas, con un sabor aromático agridulce.
Las manzanas se consideran una variedad de invierno. Su tiempo de recogida de cosecha se inicia desde mediados de octubre hasta principios de noviembre y madura entre diciembre y marzo, lo que clasifica a la variedad como una manzana de invierno. La variedad se adapta muy bien como manzana de mosto. En frío la fruta permanece en óptimas condiciones durante cuatro meses y se puede conservar hasta ocho meses.

## Usos
- Para consumirlo en fresco como manzana de mesa de invierno.
- En uso en cocina, y como rodajas de manzana seca.
- Para la elaboración de sidra del grupo "agridulce".[8][6][5]